# NGC 4669
NGC 4669 é uma galáxia espiral (Sb) localizada na direcção da constelação de Ursa Major. Possui uma declinação de +54° 52' 34" e uma ascensão recta de 12 horas, 44 minutos e 46,7 segundos.
A galáxia NGC 4669 foi descoberta em 14 de Abril de 1789 por William Herschel.